# 康安
康安（1361年5月4日至1362年10月11日）是日本北朝的年號之一。這個時代的北朝天皇是後光嚴天皇。室町幕府的征夷大將軍是足利義詮。

## 改元
- 延文六年三月二十九日（1361年5月4日）改元康安
- 康安二年九月二十三日（1362年10月11日）改元貞治

## 出處
- 《史記正義》與《舊唐書》

## 紀年、西曆、干支對照表
| 康安       | 元年       | 二年       |
| 南朝年號   | 正平十六年 | 正平十七年 |
| 儒略曆日期 | 1361年     | 1362年     |
| 干支       | 辛丑       | 壬寅       |